# Volejbol'nyj klub Jaroslavič 2011-2012
Questa voce raccoglie le informazioni riguardanti il Volejbol'nyj klub Jaroslavič nelle competizioni ufficiali della stagione 2011-2012.

## Organigramma societario
Area direttiva
- Presidente: Sergej Šljapnikov

Area tecnica
- Allenatore: Oleg Moliboga

## Rosa
| N° | Nome               | Ruolo | Data di nascita   | Nazionalità sportiva |
| -- | ------------------ | ----- | ----------------- | -------------------- |
| 1  | Arkadij Kozlov     | C     | 30 gennaio 1981   | Russia               |
| 2  | Aleksandr Ivanov   | C     | 19 febbraio 1987  | Russia               |
| 3  | Vladimir Mel'nik   | S     | 21 luglio 1980    | Russia               |
| 4  | Igor' Tisevič      | P     | 16 aprile 1991    | Russia               |
| 5  | Konstantin Pjatak  | C     | 26 settembre 1983 | Russia               |
| 6  | Il'ja Čibirov      | L     | 27 gennaio 1992   | Russia               |
| 7  | Pavel Zajcev       | P     | 11 gennaio 1979   | Russia               |
| 8  | Roman Archipov     | P     | 8 novembre 1980   | Russia               |
| 9  | Michail Beketov    | O     | 16 marzo 1976     | Russia               |
| 10 | Andrej Kolesnik    | O     | 23 giugno 1991    | Russia               |
| 11 | Igor' Filippov     | C     | 19 marzo 1991     | Russia               |
| 12 | Inal Tavasiev      | C     | 28 marzo 1989     | Russia               |
| 14 | Aleksej Plužnikov  | C     | 15 luglio 1991    | Russia               |
| 15 | Frederic Winters   | S     | 25 settembre 1982 | Canada               |
| 16 | Dimitrij Kiričenko | L     | 16 giugno 1987    | Russia               |
| 17 | Oleg Centalovič    | S     | 17 gennaio 1991   | Russia               |
| 18 | Vitalij Žurov      | S     | 16 febbraio 1977  | Russia               |
| 19 | Igor Yudin         | S     | 17 giugno 1987    | Australia            |

## Statistiche

### Statistiche di squadra
| Competizione    | Punti | In casa | In casa | In casa | In trasferta | In trasferta | In trasferta | Totale | Totale | Totale |
| Competizione    | Punti | G       | V       | P       | G            | V            | P            | G      | V      | P      |
| --------------- | ----- | ------- | ------- | ------- | ------------ | ------------ | ------------ | ------ | ------ | ------ |
| Superliga       | 19/13 | 14      | 7       | 7       | 14           | 4            | 10           | 28     | 11     | 17     |
| Coppa di Russia | 24/4  | -       | -       | -       | -            | -            | -            | 14     | 10     | 4      |
| Totale          | -     | 14      | 7       | 7       | 14           | 4            | 10           | 42     | 21     | 21     |

G = partite giocate; V = partite vinte; P = partite perse

### Statistiche dei giocatori
| Giocatore     | Superliga | Superliga | Superliga | Superliga | Superliga |
| Giocatore     | P         | PT        | AV        | MV        | BV        |
| ------------- | --------- | --------- | --------- | --------- | --------- |
| R. Archipov   | 14        | 14        | 6         | 6         | 2         |
| M. Beketov    | 28        | 374       | 321       | 30        | 23        |
| O. Centalovič | 4         | 23        | 20        | 1         | 2         |
| I. Čibirov    | 4         | 0         | 0         | 0         | 0         |
| I. Filippov   | 22        | 86        | 53        | 29        | 4         |
| A. Ivanov     | 11        | 2         | 1         | 1         | 0         |
| D. Kiričenko  | 28        | 0         | 0         | 0         | 0         |
| A. Kolesnik   | 10        | 39        | 35        | 3         | 1         |
| A. Kozlov     | 25        | 189       | 120       | 44        | 25        |
| V. Mel'nik    | 24        | 187       | 156       | 22        | 9         |
| K. Pjatak     | 23        | 179       | 111       | 41        | 27        |
| A. Plužnikov  | 0         | 0         | 0         | 0         | 0         |
| I. Tavasiev   | 0         | 0         | 0         | 0         | 0         |
| I. Tisevič    | 0         | 0         | 0         | 0         | 0         |
| F. Winters    | 28        | 343       | 291       | 31        | 21        |
| I. Yudin      | 13        | 144       | 128       | 9         | 7         |
| P. Zajcev     | 26        | 73        | 45        | 18        | 10        |
| V. Žurov      | 5         | 10        | 9         | 0         | 1         |

P = presenze; PT = punti totali; AV = attacchi vincenti; MV = muri vincenti; BV = battute vincenti

NB: Non sono disponibili i dati relativi alla Coppa di Russia e, di conseguenza, quelli totali